# Torneo de Bucarest
El Torneo de Bucarest (conocido anteriormente como BRD Nastase Țiriac Trophy) es el torneo oficial de tenis masculino más importante de Rumania, el único dentro del calendario profesional de la ATP que se celebra en ese país, y se juega sobre tierra batida al aire libre. 
Se disputó desde el año 1993 hasta el 2016 y el tenista que más títulos logró en este certamen es el francés Gilles Simon, con 3 victorias. Fue un torneo de categoría ATP Tour 250 durante muchos años. El torneo regresó al ATP Tour en el año 2024, manteniendo su anterior rango de ATP 250.

## Palmarés

### Individual masculino
| Año        | Campeón                | Subcampeón             | Resultado        |
| ---------- | ---------------------- | ---------------------- | ---------------- |
| 1993       | Goran Ivanišević       | Andrei Cherkasov       | 6-2, 7-6(5)      |
| 1994       | Franco Davín           | Goran Ivanišević       | 6-2, 6-4         |
| 1995       | Thomas Muster          | Gilbert Schaller       | 6-3, 6-4         |
| 1996       | Alberto Berasategui    | Carlos Moyá            | 6-1, 7-6(5)      |
| 1997       | Richard Fromberg       | Andrea Gaudenzi        | 6-1, 7-6(2)      |
| 1998       | Francisco Clavet       | Arnaud Di Pasquale     | 6-4, 2-6, 7-5    |
| 1999       | Alberto Martín         | Karim Alami            | 6-2, 6-3         |
| 2000       | Joan Balcells          | Markus Hantschk        | 6-4, 3-6, 7-6(1) |
| 2001       | Younes El Aynaoui      | Albert Montañés        | 7-6(5), 7-6(2)   |
| 2002       | David Ferrer           | José Acasuso           | 6-3, 6-2         |
| 2003       | David Sánchez          | Nicolás Massú          | 6-2, 6-2         |
| 2004       | José Acasuso           | Igor Andreev           | 6-3, 6-0         |
| 2005       | Florent Serra          | Igor Andreev           | 6-3, 6-4         |
| 2006       | Jürgen Melzer          | Filippo Volandri       | 6-1, 7-5         |
| 2007       | Gilles Simon           | Victor Hanescu         | 4-6, 6-3, 6-2    |
| 2008       | Gilles Simon           | Carlos Moyá            | 6-3, 6-4         |
| 2009       | Albert Montañés        | Juan Mónaco            | 7-6(2), 7-6(6)   |
| 2010       | Juan Ignacio Chela     | Pablo Andújar          | 7-5, 6-1         |
| 2011       | Florian Mayer          | Pablo Andújar          | 6-3, 6-1         |
| 2012       | Gilles Simon           | Fabio Fognini          | 6-4, 6-3         |
| 2013       | Lukáš Rosol            | Guillermo García López | 6-3, 6-2         |
| 2014       | Grigor Dimitrov        | Lukáš Rosol            | 7-6(2), 6-1      |
| 2015       | Guillermo García López | Jiří Veselý            | 7-6(5), 7-6(11)  |
| 2016       | Fernando Verdasco      | Lucas Pouille          | 6-3, 6-2         |
| 2017- 2023 | No celebrado           | No celebrado           | No celebrado     |
| 2024       | Márton Fucsovics       | Mariano Navone         | 6-4, 7-5         |
| 2025       | Flavio Cobolli         | Sebastián Báez         | 6-4, 6-4         |

### Dobles masculino
| Año        | Campeones                            | Subcampeones                            | Resultado               |
| ---------- | ------------------------------------ | --------------------------------------- | ----------------------- |
| 1993       | Menno Oosting Libor Pimek            | George Cosac Ciprian Porumb             | 7-6, 7-6                |
| 1994       | Wayne Arthurs Simon Youl             | Jordi Arrese José Antonio Conde         | 6-4, 6-4                |
| 1995       | Mark Keil Jeff Tarango               | Cyril Suk Daniel Vacek                  | 6-4, 7-6                |
| 1996       | David Ekerot Jeff Tarango            | David Adams Menno Oosting               | 7-6, 7-6                |
| 1997       | Luis Lobo Javier Sánchez             | Hendrik Jan Davids Daniel Orsanic       | 7-5, 7-5                |
| 1998       | Andrei Pavel Gabriel Trifu           | George Cosac Dinu Pescariu              | 7-6, 7-6                |
| 1999       | Lucas Arnold Ker Martín García       | Marc-Kevin Goellner Francisco Montana   | 6-3, 2-6, 6-3           |
| 2000       | Alberto Martín Eyal Ran              | Devin Bowen Mariano Hood                | 7-6(4), 6-1             |
| 2001       | Aleksandar Kitinov Johan Landsberg   | Pablo Albano Marc-Kevin Goellner        | 6-4, 6-7(5), [10-6]     |
| 2002       | Jens Knippschild Peter Nyborg        | Emilio Benfele Álvarez Andrés Schneiter | 6-3, 6-3                |
| 2003       | Karsten Braasch Sargis Sargsian      | Simon Aspelin Jeff Coetzee              | 7-6(7), 6-2             |
| 2004       | Lucas Arnold Ker Mariano Hood        | José Acasuso Óscar Hernández            | 7-6(5), 6-1             |
| 2005       | José Acasuso Sebastián Prieto        | Victor Hanescu Andrei Pavel             | 6-3, 4-6, 6-3           |
| 2006       | Mariusz Fyrstenberg Marcin Matkowski | Martín García Luis Horna                | 6-7(5), 7-6(5), [10-8]  |
| 2007       | Oliver Marach Michal Mertinak        | Martín García Sebastián Prieto          | 7-6(2), 7-6(8)          |
| 2008       | Nicolas Devilder Paul-Henri Mathieu  | Mariusz Fyrstenberg Marcin Matkowski    | 7-6(4), 6-7(9), [22-20] |
| 2009       | Frantisek Cermak Michal Mertinak     | Johan Brunstrom Jean-Julien Rojer       | 6-2, 6-4                |
| 2010       | Juan Ignacio Chela Lukasz Kubot      | Marcel Granollers Santiago Ventura      | 6-2, 5-7, [13-11]       |
| 2011       | Daniele Bracciali Potito Starace     | Julian Knowle David Marrero             | 3-6, 6-4, [10-8]        |
| 2012       | Robert Lindstedt Horia Tecău         | Jérémy Chardy Lukasz Kubot              | 7-6(2), 6-3             |
| 2013       | Max Mirnyi Horia Tecău               | Lukáš Dlouhý Oliver Marach              | 4-6, 6-4, [10-6]        |
| 2014       | Jean-Julien Rojer Horia Tecău        | Mariusz Fyrstenberg Marcin Matkowski    | 6-4, 6-4                |
| 2015       | Marius Copil Adrian Ungur            | Nicholas Monroe Artem Sitak             | 3-6, 7-5, [17-15]       |
| 2016       | Florin Mergea Horia Tecău            | Chris Guccione André Sá                 | 7-5, 6-4                |
| 2017- 2023 | No celebrado                         | No celebrado                            | No celebrado            |
| 2024       | Sadio Doumbia Fabien Reboul          | Harri Heliövaara Henry Patten           | 6-3, 7-5                |
| 2025       | Marcel Granollers Horacio Zeballos   | Jakob Schnaitter Mark Wallner           | 7-6(3), 6-4             |